# Jakob von Lothringen

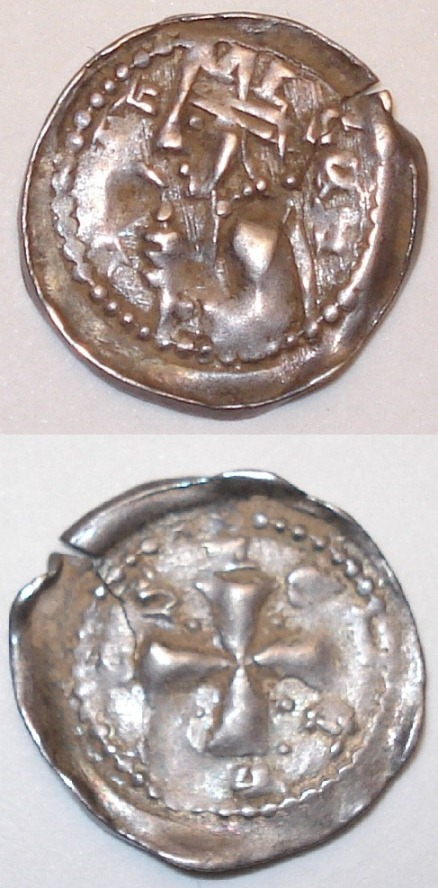
Silberner Denar (1239–1260) mit dem Bild Jakob von Lothringens als Bischof mit Krummstab zeigt. (Die Rückseite zeigt ein Kreuz mit Sternen und Buchstaben)

Jakob von Lothringen († 24. Oktober 1260) war von 1239 bis zu seinem Tod Bischof von Metz.

## Leben
Jakob entstammte dem Geschlecht Châtenois, welche die Herzöge von Lothringen stellten. Seine Eltern waren Friedrich II., Herzog von Lothringen und Agnes von Bar, eine Tochter von Theobald I., Graf von Bar. Jakob wurde Primicerius der Domkapitel von Metz und Verdun, war Archidiakon von Toul und  Trier sowie von 1230 bis 1237 Dompropst von Sankt Lambert in Lüttich. Er wurde im Januar 1239 vom Metzer Domkapitel zum Bischof gewählt und empfing am 20. März 1239 die Bischofsweihe. Jakob war um die Sicherung und den Ausbau des bischöflichen Besitzes bemüht, den er durch die Anlage und Erweiterung der Befestigungen in Épinal, Saarburg und Rambervillers zu verteidigen suchte. Er gründete ein Stift in Vic-sur-Seille, sowie Stiftskirchen in Saarburg und Homburg und förderte die Orden, besonders die Bettelorden. Im Streit zwischen dem staufischen Kaiser Friedrich II. und dem Papst unterstützte er die Gegenkönige Heinrich Raspe und Wilhelm von Holland. Jakob wurde nach seinem Tod in der Nikolauskapelle der Kathedrale von Metz bestattet.